# Kajakarstwo na Letnich Igrzyskach Olimpijskich 2012 – K-4 500 m kobiet
K-4 500 metrów kobiet to jedna z konkurencji w kajakarstwie klasycznym rozgrywanych podczas Letnich Igrzysk Olimpijskich 2012. Kajakarki rywalizowały między 6 a 8 sierpnia na torze Dorney Lake.

## Terminarz
Czas UTC+01:00
| Data            | Godzina |            |
| --------------- | ------- | ---------- |
| 6 sierpnia 2012 | 10:39   | Eliminacje |
| 6 sierpnia 2012 | 11:51   | Półfinały  |
| 8 sierpnia 2012 | 10:44   | Finały     |

## Wyniki

### Eliminacje
Najszybsza osada z każdego biegu i najlepsza z drugiego miejsca awansują bezpośrednio do finału. Pozostałe załogi awansują automatycznie do półfinału.
Wyniki:
Bieg 1
| Pozycja | Tor | Zawodniczki                                                       | Państwo         | Czas     | Uwagi |
| ------- | --- | ----------------------------------------------------------------- | --------------- | -------- | ----- |
| 1       | 5   | Gabriella Szabó Danuta Kozák Katalin Kovács Krisztina Fazekas-Zur | Węgry           | 1:35.769 | Q     |
| 2       | 4   | Jess Walker Rachel Cawthorn Angela Hannah Louisa Sawers           | Wielka Brytania | 1:37.355 |       |
| 3       | 3   | Marie Delattre-Demory Joanne Mayer Sarah Guyot Gabrielle Tuleu    | Francja         | 1:40.022 |       |
| 4       | 2   | Yu Lamei Li Zhangli Ren Wenjun Liu Haiping                        | Chiny           | 1:40.661 |       |
| 5       | 7   | Antonia Horvat-Panda Antonija Nađ Renata Major-Kubik Marta Tibor  | Serbia          | 1:40.756 |       |
| 6       | 6   | Rach Lovell Hannah Davis Jo Brigden-Jones Lyndsie Fogarty         | Australia       | 1:41.794 |       |

Bieg 2
| Pozycja | Tor | Zawodniczki                                                          | Państwo    | Czas     | Uwagi |
| ------- | --- | -------------------------------------------------------------------- | ---------- | -------- | ----- |
| 1       | 5   | Carolin Leonhardt Franziska Weber Katrin Wagner-Augustin Tina Dietze | Niemcy     | 1:31.633 | Q     |
| 2       | 3   | Teresa Portela Joana Vasconcelos Beatriz Gomes Helena Rodrigues      | Portugalia | 1:32.785 | q     |
| 3       | 4   | Iryna Pamiałowa Nadzieja Papok Wolha Chudzienka Maryna Pautaran      | Białoruś   | 1:33.676 |       |
| 4       | 6   | Juliana Salakowa Wiera Sobetowa Natalia Podolskaja Julia Kachalowa   | Rosja      | 1:33.680 |       |
| 5       | 7   | Marta Walczykiewicz Aneta Konieczna Karolina Naja Beata Mikołajczyk  | Polska     | 1:35.843 |       |

### Półfinał
Pierwsze pięć osad awansuje do finału.
Wyniki:
| Pozycja | Tor | Zawodniczki                                                         | Państwo         | Czas     | Uwagi |
| ------- | --- | ------------------------------------------------------------------- | --------------- | -------- | ----- |
| 1       | 7   | Marta Walczykiewicz Aneta Konieczna Karolina Naja Beata Mikołajczyk | Polska          | 1:30.338 | Q, WB |
| 2       | 5   | Iryna Pamiałowa Nadzieja Papok Wolha Chudzienka Maryna Pautaran     | Białoruś        | 1:30.883 | Q     |
| 3       | 3   | Juliana Salakowa Wiera Sobetowa Natalia Podolskaja Julia Kachalowa  | Rosja           | 1:31.824 | Q     |
| 4       | 4   | Jess Walker Rachel Cawthorn Angela Hannah Louisa Sawers             | Wielka Brytania | 1:32.550 | Q     |
| 5       | 6   | Marie Delattre-Demory Joanne Mayer Sarah Guyot Gabrielle Tuleu      | Francja         | 1:33.303 | Q     |
| 6       | 1   | Rach Lovell Hannah Davis Jo Brigden-Jones Lyndsie Fogarty           | Australia       | 1:33.671 |       |
| 7       | 8   | Antonia Horvat-Panda Antonija Nađ Renata Major-Kubik Marta Tibor    | Serbia          | 1:33,823 |       |
| 8       | 2   | Yu Lamei Li Zhangli Ren Wenjun Liu Haiping                          | Chiny           | 1:34,004 |       |

### Finał
Wyniki:
| Pozycja | Tor | Zawodniczki                                                          | Państwo         | Czas     |
| ------- | --- | -------------------------------------------------------------------- | --------------- | -------- |
| złoto   | 5   | Gabriella Szabó Danuta Kozák Katalin Kovács Krisztina Fazekas-Zur    | Węgry           | 1:30.827 |
| srebro  | 4   | Carolin Leonhardt Franziska Weber Katrin Wagner-Augustin Tina Dietze | Niemcy          | 1:31.298 |
| brąz    | 2   | Iryna Pamiałowa Nadzieja Papok Wolha Chudzienka Maryna Pautaran      | Białoruś        | 1:31.400 |
| 4       | 6   | Marta Walczykiewicz Aneta Konieczna Karolina Naja Beata Mikołajczyk  | Polska          | 1:31.607 |
| 5       | 1   | Jess Walker Rachel Cawthorn Angela Hannah Louisa Sawers              | Wielka Brytania | 1:33.055 |
| 6       | 3   | Teresa Portela Joana Vasconcelos Beatriz Gomes Helena Rodrigues      | Portugalia      | 1:33.453 |
| 7       | 7   | Juliana Salakowa Wiera Sobetowa Natalia Podolskaja Julia Kachalowa   | Rosja           | 1:33.459 |
| 8       | 8   | Marie Delattre-Demory Joanne Mayer Sarah Guyot Gabrielle Tuleu       | Francja         | 1:35.299 |